# Lierjuven
Lierjuven är en kulle i Antarktis. Den ligger i Östantarktis. Norge gör anspråk på området. Toppen på Lierjuven är 2 459 meter över havet.
Terrängen runt Lierjuven är kuperad söderut, men norrut är den bergig. Trakten är glest befolkad. Närmaste befolkade plats är Svea, 11,8 kilometer nordväst om Lierjuven. 